# HD12869
HD12869 — хімічно пекулярна зоря спектрального класу A1, що має видиму зоряну величину в смузі V приблизно  5,0.
Вона  розташована на відстані близько 187,4 світлових років від Сонця.

## Фізичні характеристики
Зоря HD12869 обертається 
порівняно повільно 
навколо своєї осі. Проєкція її екваторіальної швидкості на промінь зору становить  Vsin(i)= 18км/сек.